# Stadt Zürich
Le Stadt Zürich (en allemand : Ville de Zurich) est un bateau à aubes naviguant sur le lac de Zurich, en Suisse. Il s'agit du plus ancien bateau de ce type encore en activité sur ce lac. Il navigue pour la Zürichsee-Schiffahrtsgesellschaft, d'avril à novembre il réalise des liaisons sur la ligne Zurich - Rapperswil (SG) - Zurich.

## Classement
Le bateau est classé en tant que bien culturel suisse d'importance nationale.

### Sources
- (de) Cet article est partiellement ou en totalité issu de l’article de Wikipédia en allemand intitulé « Stadt Zürich (1909) » (voir la liste des auteurs).